# Forti Corse
Forti Corse war ein italienischer Motorsport-Rennstall, der zwischen 1977 und 1996 an Rennen der Formel Ford, Formel 3, Formel 3000 und Formel 1 teilnahm.

## Geschichte
Das Team wurde durch die Geschäftsleute Guido Forti und Paolo Guerci 1977 in Alessandria, Italien, gegründet. Zunächst beteiligte sich Forti an europäischen Rennen der Formel Ford und Formel 3. Durch eine gute Ausstattung wurde Forti schnell regelmäßiger Gewinner der Rennen. Als Fahrer wurden unter anderen Franco Forini, Enrico Bertaggia und Gianni Morbidelli eingesetzt, die mehrere Titel der Italienischen Formel-3-Meisterschaft in den 1980er Jahren gewannen und später für diverse italienische Teams in der Formel 1 antraten.

## Formel 3000
1987 wechselte Forti in die Formel 3000 und nahm bis 1994 regelmäßig an den Meisterschaftsläufen teil. Das erste Jahr war erfolglos. Forti verwendete ein Fahrzeug von Dallara, das neu konstruierte Modell 3087, das sich in der Praxis als schwer fahrbar erwies. Die späteren Jahre waren erfolgreicher; Forti Corse etablierte sich als feste Kraft in der Formel 3000. 1990 gelang der erste Rennsieg durch Gianni Morbidelli. Der Meistertitel wurde jedoch in keiner Saison erreicht; das beste einschlägige Ergebnis gelang Emanuele Naspetti, der 1991 Platz 3 der Meisterschaft erreichte.

## Formel 1
Bereits seit 1992 beschäftigte sich Guido Forti mit dem Aufstieg in die Formel 1, unter anderem mit der pressewirksamen, aber kaum realisierbaren Idee eines exklusiven Damenteams mit Giovanna Amati. Erst 1995 aber wurde der Sprung gewagt. Wesentlicher Auslöser war der brasilianische Rennfahrer Pedro Paulo Diniz, dessen Vater in seinem Heimatland eine Supermarktkette besaß und in der Lage war, den Renneinsatz des Sohnes großzügig zu finanzieren.

### Saison 1995

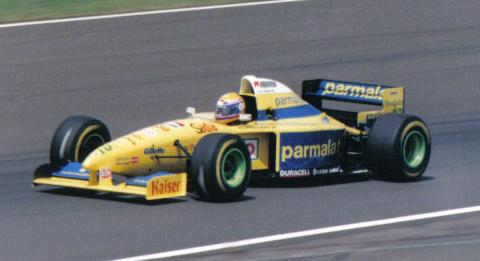
Roberto Moreno im Forti beim Großen Preis von Großbritannien 1995

Zunächst profitierte das Team von jahrzehntelanger Rennpraxis, allerdings war es mit der Notwendigkeit, ein eigenes Auto zu entwickeln, zu bauen und einzusetzen, finanziell und vielleicht auch logistisch überfordert. Das 1995er-Auto, der FG01, war im Grunde eine Fremdentwicklung und wies alte Gene auf. Vater des Autos war Sergio Rinland, der Ende 1991 für Brabham ein Fahrzeug für die Saison 1992 entwickelt hatte. Aus Geldmangel hatte Brabham dieses Fahrzeug nicht abgenommen, so dass Rinland seine Konstruktion mit wenigen Änderungen an das Fondmetal-Team von Gabriele Rumi verkaufte, wo es für einige Rennen unter dem Namen GR02 eingesetzt wurde. Während Rinland schon an einem Nachfolgemodell arbeitete, kollabierte Fondmetal im September 1992. Die Entwürfe für das neue Auto, die wesentlich auf dem GR02 basierten, verkaufte Rinland Ende 1994 an Forti Corse, wo sie zur Grundlage für Fortis eigenes Formel-1-Auto wurden. So kam es, dass der Forti von 1995 einige wesentliche Merkmale des 1991er-Brabham und des 1992er-Fondmetal in sich trug, wenngleich die Vorlage bei Forti durch den früheren Osella-Ingenieur Giorgio Stirano noch ein wenig aktualisiert wurde. In jedem Fall war das anspruchslose Auto technisch veraltet, untermotorisiert und nicht konkurrenzfähig. Daran änderten auch weitere Modifikationen im Sommer 1995 nichts, die einen längeren Radstand, geänderte Kühler und weitere Kleinigkeiten brachten. Die Forti-Piloten Roberto Moreno und Pedro Diniz wurden in jedem Rennen mehrfach, beim Großen Preis von Argentinien sogar neunmal, von den Spitzenfahrern überrundet. WM-Punkte gab es nicht, allerdings kam Forti mit einem siebenten Platz beim letzten Saisonrennen in Australien einmal in die unmittelbare Nähe eines Punkterangs – dies jedoch begünstigt durch zahlreiche Ausfälle, daher lediglich als Vorletzter und mit vier Runden Rückstand auf den Sieger Damon Hill.

### Saison 1996

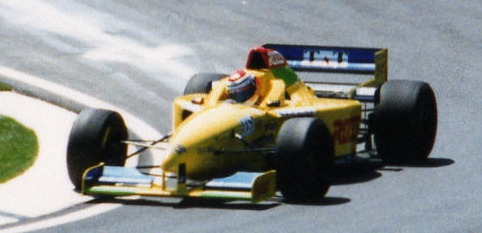
Andrea Montermini im Forti FG01 beim Großen Preis von San Marino 1996

Die neue Farbgebung des Forti FG03 nach dem Einstieg des Sponsors Fin First, die bei den letzten Einsätzen des Teams verwendet wurde

Als Pedro Diniz das Team Ende 1995 verließ, um in der kommenden Saison bei Ligier zu starten, ergaben sich katastrophale Auswirkungen auf die Finanzlage von Forti Corse. Das Team war im Grunde kaum in der Lage, einen weiteren Renneinsatz zu finanzieren. Zudem verzögerte sich die Fertigstellung eines neuen Rennwagens nicht unerheblich, so dass Forti für die ersten Rennen den Vorjahreswagen einsetzen musste, der grobe Modifikationen erfahren und nichts an Konkurrenzfähigkeit hinzugewonnen hatte. Eine weitere Belastung ergab sich durch die sogenannte 107-Prozent-Regel, ein neuer Qualifikationsmodus, der diejenigen Fahrer von der Rennteilnahme ausschloss, deren Rundenzeiten mehr als 107 Prozent des Pole-Fahrers betrug. Diese Regel war unmittelbar im Hinblick auf das Forti-Team eingeführt worden. Andrea Montermini und Luca Badoer, im Jahr zuvor bei Minardi aktiv und später langjähriger Testfahrer für Ferrari, scheiterten wiederholt an der neuen Qualifikationsregelung. Die Lage spitzte sich im Mai 1996 zu, als Carlo Gancia das Team verließ und auch die Chefingenieure wöchentlich wechselten: Auf Chris Radage folgte erneut Giorgio Stirano, danach kam George Ryton.
Zum Großen Preis von Spanien schien sich die Situation zu bessern: Das neue Auto, der Forti FG03, war einsatzbereit, und zudem wurde ein neuer Sponsor präsentiert. Das Unternehmen Shannon Racing wurde neuer Teilhaber und wollte 20 Millionen Dollar jährlich investieren. Doch daraus wurde nichts. Shannon gehörte zu FinFirst, einem verwobenen Unternehmen mit Sitzen in Mailand und Irland und einem undurchsichtigen Hintermann, das Teil eines europaweit operierenden Betrügernetzwerks war. Shannon zahlte aber den geschuldeten Betrag nicht oder nicht in voller Höhe. Forti drehte beim Großen Preis von Großbritannien nur noch einige Runden, um der Anwesenheitspflicht zu genügen. Beim anschließenden Großen Preis von Deutschland verließ man die Box nicht mehr, da Cosworth keine Motoren mehr an den Rennstall auslieferte. Danach erschien Forti Corse zu keinem weiteren Formel-1-Rennen.

## Zahlen und Daten

### Statistik in der Formel 1
| Saison | Teamname            | Chassis                  | Motor               | Reifen | Grands Prix | Siege | Zweiter | Dritter | Poles | schn. Runden | Punkte | WM-Rang |
| ------ | ------------------- | ------------------------ | ------------------- | ------ | ----------- | ----- | ------- | ------- | ----- | ------------ | ------ | ------- |
| 1995   | Parmalat Forti Ford | Forti FG01               | Ford ED 3.0 V8      | G      | 17          | –     | –       | –       | –     | –            | –      | 11.     |
| 1996   | Forti Grand Prix    | Forti FG01B / Forti FG03 | Ford Zetec-R 3.0 V8 | G      | 6           | –     | –       | –       | –     | –            | –      | 11.     |
| Gesamt | Gesamt              | Gesamt                   | Gesamt              | Gesamt | 23          | –     | –       | –       | –     | –            | –      |         |

### Alle Fahrer von Forti Corse in der Formel 1
| Name              | Jahre | Grands Prix | Punkte | Siege | Zweiter | Dritter | Poles | schn. Runden | beste WM-Pos. |
| ----------------- | ----- | ----------- | ------ | ----- | ------- | ------- | ----- | ------------ | ------------- |
| Pedro Diniz       | 1995  | 17          | –      | –     | –       | –       | –     | –            | 21. (1995)    |
| Roberto Moreno    | 1995  | 17          | –      | –     | –       | –       | –     | –            | 32. (1995)    |
| Luca Badoer       | 1996  | 6           | –      | –     | –       | –       | –     | –            | 21. (1996)    |
| Andrea Montermini | 1996  | 4           | –      | –     | –       | –       | –     | –            | 23. (1996)    |

### Ergebnisse in der Formel 1
| Saison | Chassis      | Fahrer        | Nr. | 1   | 2   | 3   | 4   | 5   | 6   | 7   | 8   | 9   | 10  | 11 | 12  | 13 | 14  | 15 | 16  | 17  | Punkte | Rang |
| ------ | ------------ | ------------- | --- | --- | --- | --- | --- | --- | --- | --- | --- | --- | --- | -- | --- | -- | --- | -- | --- | --- | ------ | ---- |
| 1995   | FG01         |               |     |     |     |     |     |     |     |     |     |     |     |    |     |    |     |    |     |     | –      | 11.  |
| 1995   | FG01         | P. Diniz      | 21  | 10  | DNF | 15  | DNF | 10  | DNF | DNF | DNF | DNF | DNF | 13 | 9   | 16 | 13  | 17 | DNF | 7   | –      | 11.  |
| 1995   | FG01         | R. Moreno     | 22  | DNF | DNF | 16  | DNF | DNF | DNF | 16  | DNF | DNF | DNF | 14 | DNF | 17 | DNF | 16 | DNF | DNF | –      | 11.  |
| 1996   | FG01B / FG03 |               |     |     |     |     |     |     |     |     |     |     |     |    |     |    |     |    |     |     | –      | 11.  |
| 1996   | FG01B / FG03 | L. Badoer     | 22  | DNQ | 11  | DNF | DNQ | 10  | DNF | DNQ | DNF | DNF | DNQ |    |     |    |     |    |     |     | –      | 11.  |
| 1996   | FG01B / FG03 | A. Montermini | 23  | DNQ | DNF | 10  | DNQ | DNQ | DNS | DNQ | DNF | DNF | DNQ |    |     |    |     |    |     |     | –      | 11.  |

| Legende  | Legende            | Legende                                                          |
| Farbe    | Abkürzung          | Bedeutung                                                        |
| -------- | ------------------ | ---------------------------------------------------------------- |
| Gold     | –                  | Sieg                                                             |
| Silber   | –                  | 2. Platz                                                         |
| Bronze   | –                  | 3. Platz                                                         |
| Grün     | –                  | Platzierung in den Punkten                                       |
| Blau     | –                  | Klassifiziert außerhalb der Punkteränge                          |
| Violett  | DNF                | Rennen nicht beendet (did not finish)                            |
| Violett  | NC                 | nicht klassifiziert (not classified)                             |
| Rot      | DNQ                | nicht qualifiziert (did not qualify)                             |
| Rot      | DNPQ               | in Vorqualifikation gescheitert (did not pre-qualify)            |
| Schwarz  | DSQ                | disqualifiziert (disqualified)                                   |
| Weiß     | DNS                | nicht am Start (did not start)                                   |
| Weiß     | WD                 | zurückgezogen (withdrawn)                                        |
| Hellblau | PO                 | nur am Training teilgenommen (practiced only)                    |
| Hellblau | TD                 | Freitags-Testfahrer (test driver)                                |
| ohne     | DNP                | nicht am Training teilgenommen (did not practice)                |
| ohne     | INJ                | verletzt oder krank (injured)                                    |
| ohne     | EX                 | ausgeschlossen (excluded)                                        |
| ohne     | DNA                | nicht erschienen (did not arrive)                                |
| ohne     | C                  | Rennen abgesagt (cancelled)                                      |
| ohne     | keine WM-Teilnahme |                                                                  |
| sonstige | P/fett             | Pole-Position                                                    |
| sonstige | 1/2/3/4/5/6/7/8    | Punktplatzierung im Sprint-/Qualifikationsrennen                 |
| sonstige | SR/kursiv          | Schnellste Rennrunde                                             |
| sonstige | *                  | nicht im Ziel, aufgrund der zurückgelegten Distanz aber gewertet |
| sonstige | ()                 | Streichresultate                                                 |
| sonstige | unterstrichen      | Führender in der Gesamtwertung                                   |